# Michael Stephenson
Pour les articles homonymes, voir Stephenson.
Pas d'image ? Cliquez ici

a Compétitions nationales et continentales officielles uniquement.

b Matchs officiels uniquement.
Dernière mise à jour le 16 mai 2025.
Michael Stephenson, né le 28 septembre 1980 à Tynemouth, est un joueur de rugby à XV international anglais évoluant aux postes d'arrière ou d'ailier.

## Carrière

### En club
Michael Stephenson commence sa carrière avec les Newcastle Falcons, avant de rejoindre Bath Rugby en 2005. En 2010, il s'engage avec Leeds Carnegie. Il quitte le club en 2012, et rejoint ensuite le club amateur de Percy Park en tant qu'entraîneur-joueur,.

### En équipe nationale
Michael Stephenson obtient sa première cape avec l'équipe d'Angleterre le 2 juin 2001 face à l'équipe du Canada. Il obtient ensuite deux autres sélections lors de cette même tournée d'été.

## Palmarès
- Vainqueur de la Coupe d'Angleterre en 2001 et 2004.
- Vainqueur du Challenge européen en 2008.